# Pierre Paulin Andrieu
Pour les articles homonymes, voir Pierre Andrieu et Andrieu.
Pierre Paulin Andrieu, né le 8 décembre 1849 à Seysses et mort le 14 février 1935 à Bordeaux, est un homme d'Église, évêque, puis archevêque et cardinal français.

## Biographie
Ordonné prêtre à Toulouse en 1874, Pierre Paulin Andrieu est nommé évêque de Marseille en 1901 et est consacré le 25 juillet de la même année par Jean-Augustin Germain avec comme co-consécrateurs Victor Delannoy et François-Antoine Jauffret (eu), créé cardinal par le pape Pie X en 1907, puis archevêque de Bordeaux de 1909 à 1935. En 1909 au plus fort de la querelle scolaire, il est la principale plume de la Lettre pastorale des cardinaux, archevêques et évêques de France sur les droits et les devoirs des parents relativement à l'école, engendrant une période d'agitation scolaire connue comme seconde guerre des manuels.
Il participe au conclave de 1914 qui élit Benoît XV et à celui de 1922 qui élit Pie XI. Il s'opposa en 1926 aux doctrines de l'Action française développées par Charles Maurras.

## Succession apostolique
Pierre Paulin Andrieu a ordonné les évêques suivants :
- Archevêque Dominique Castellan (1906)
- Évêque Joseph Antoine Fabre (1909)
- Évêque Pierre-Firmin Capmartin (1911)
- Cardinal Louis-Joseph Maurin (1911)
- Évêque Joseph-Marie-François-Xavier Métreau (1912)
- Évêque Christophe-Louis Légasse (1916)

## Armes
Écartelé: aux 1 et 4 d'azur à la fasce ondée d'argent, cantonnée à dextre d'une étoile du même. Aux 2 et 3 de gueules à la croix cléchée, vidée, pommetée et cerclé d'or soutenue d'une vergelle du même, et au bélier d'argent passant en pointe la tête contournée,brochée sur la vergette.